# Ispica

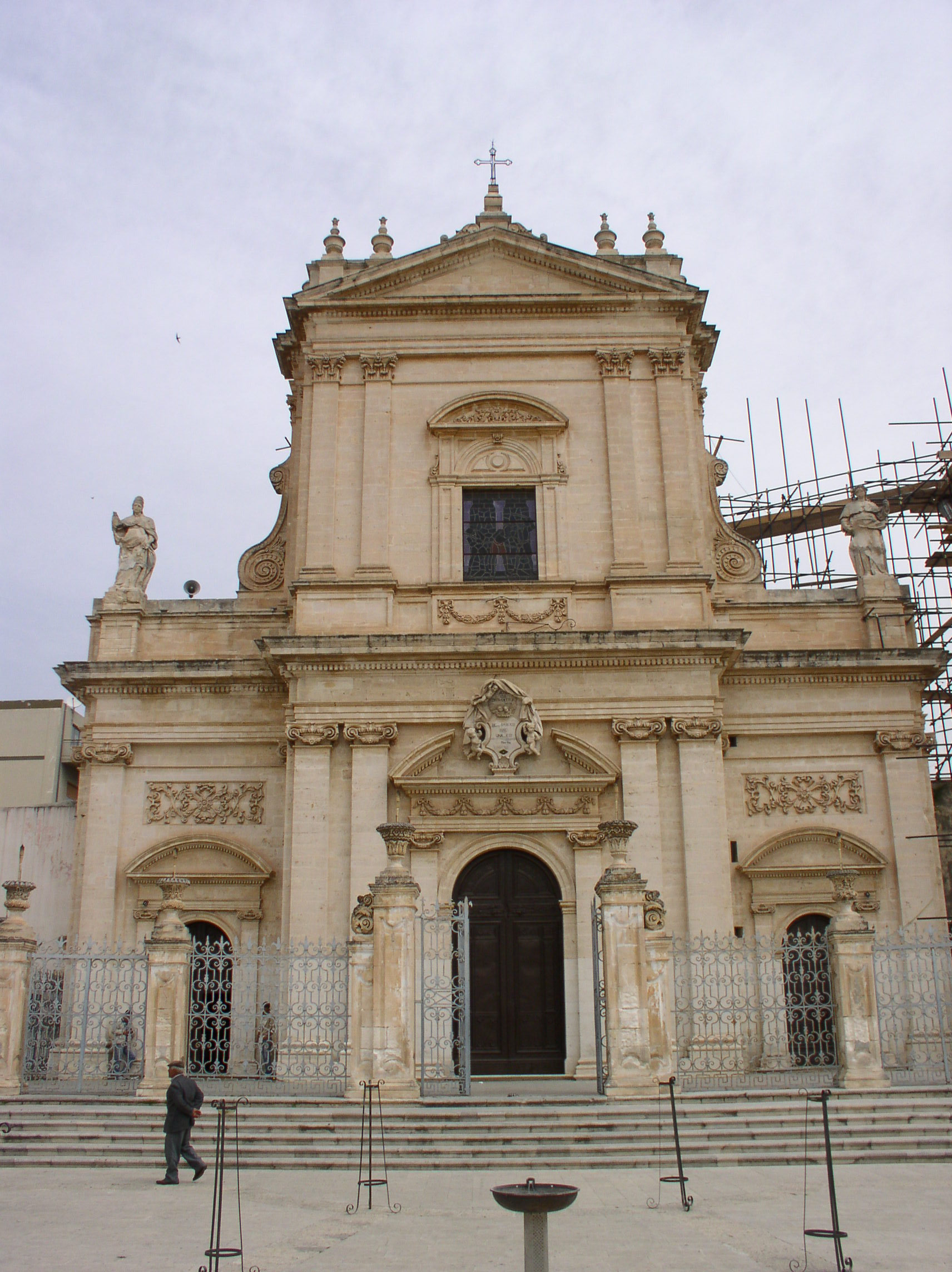
Basílica de Santa Maria Maggiore por Vincenzo Sinatra.

Ispica (Iŝpica en siciliano y Ŝpaccafurnu en dilecto local) es un municipio italiano de la provincia de Ragusa, situado en la costa suroriental de la isla y que limita al noroeste con el territorio del municipio de Modica, al oeste con Pozzallo, al sureste con el territorio de Pachino y al este con el territorio de Rosolini y Noto (estos tres últimos en la provincia de Siracusa).
Se ubica a una altitud de 170 metros sobre el nivel del mar, a 30 kilómetros de Ragusa, 50 de Siracusa, y 90 kilómetros frente a La Valeta, en la isla de Malta.
Con sus 15.117 habitantes es el séptimo municipio más poblado de la provincia. Cuenta con 10 kilómetros de costa sobre el mar Mediterráneo, y una isla (Porri) situada a 2 kilómetros. Está hermanada con la ciudad suiza de Rüti, en el cantón de Zúrich. 

## Historia
El primer documento conocido que refiere a la ciudad data de 1093 , en una lista de iglesias y departamentos eclesiásticos para propósitos administrativos, pero la zona tiene asentamientos que datan de la Edad del Bronce.

## Evolución demográfica
| Gráfica de evolución demográfica de Ispica entre 1861 y 2001 |
|                                                              |
| Fuente ISTAT - Elaboración gráfica por parte de Wikipedia    |

## Economía
La ciudad se encuentra sobre un monte, y su territorio es esencialmente explotado para la agricultura intensiva, incluyendo producción de tomate, oliva y viñedos.

## Arquitectura barroca
La ciudad alberga varios bellos ejemplos de barroco siciliano como la Basílica de Santa Maria Maggiore, obra de Vincenzo Sinatra, la Iglesia de la Annunziata, el monasterio carmelita y la catedral de San Bartolomé.